# Club RTL
RTL Club es una cadena de televisión generalista privada luxemburguesa con emisión en Bélgica, concretamente en la Comunidad Francesa, y en Luxemburgo cuyas emisiones se realizan en Idioma Francés.

## Historia
La sociedad belga de radio y televisión RTL-TVI S.A. creó Club RTL el 15 de febrero de 1995 para su emisión en la comunidad francófona de Bélgica y de Luxemburgo.
El 3 de octubre de 2005, el consejo de administración de RTL-TVI S.A. decidió por uninamidad no renovar su autorización para la emisión en abierto en la Comunidad Francesa de Bélgica que tenía para sus dos canales hasta el momento, que eran RTL-TVI y Club RTL. Dicha licencia comprendía una duración de 9 años y expiró en diciembre de 2005. Esta expiración se debe a la aplicación de la directiva europea Televisión Sin Fronteras, el grupo RTL quería preservar su influencia en el grupo audiovisual europeo de Luxemburgo y cesó sus emisiones en abierto en Bélgica.
RTL TVI S.A. mantiene su domicilio social y sus estudios en Bélgica en Bruselas y se ha comprometido a seguir cumpliendo con todos los compromisos adquiridos con el Consejo Superior Audiovisual Belga, pero de forma voluntaria, lo que le permite superar las limitaciones de contribución al desarrollo del cine y la producción independiente en la Comunidad francesa de Bélgica, además de cumplir con todas las disposiciones relativas a la calificación de la televisión, la protección de los menores de edad y las limitaciones en la publicidad exceptuando las normas establecidas en la legislación europea y la de Luxemburgo.
El mismo año, Club RTL se divide en tres emisiones distintas en el mismo canal: Kid's Club (ahora Kidz RTL desde 2012) para los niños de 07:00 a 11:00 y de 15:20 a 18:00, Club RTL (series y películas) de 11:00 a 15:20 y de 18:00 hasta las 0:30, y finalmente RTL Sport (Deporte) para el tenis, deportes de motor (moto GP y WTCC), los partidos de fútbol Copa de Bélgica, de la selección de Bélgica y el fútbol de Liga de Campeones de la UEFA.
En junio de 2006 la cadena comenzó a emitir en formato 16:9
El 8 de enero de 2007, Club RTL junto con todas las actividades de RTL-TVI S.A. han dejado las instalaciones de la avenida Ariane para mudarse a los nuevos edificios RTL House situados en el número 2 de la Avenida Grosjean en Schaerbeek, construidos especialmente para albergar a todos los canales de radio y televisión del grupo.
El 30 de agosto de 2010 comenzaron las emisiones del canal Club RTL HD
El 1 de febrero de 2016, la cadena finalizó las emisiones de la serie animada Les Simpson

## Identidad Visual

Logotipo de Club RTL del 19 de octubre de 1998 al 28 de marzo de 2023
Logotipo de RTL Club desde el 28 de marzo de 2023

## Organización

### Dirigentes
Delegados de Administración :
- Jean-Charles De Keyser : 1994 - 15/03/2002
- Philippe Delusinne : desde el 15/03/2002

Director Administrativo y Financiero :
- Guy Rouvroi : desde el 15/03/2002

Directores Generales :
- Pol Heyse : 1994 - 25/02/2002
- Freddy Tacheny : desde el 15/03/2002

Directores de Programación :
- Eddy De Wilde : 1987 - 25/02/2002
- Stephane Rosenblatt : desde el 15/03/2002

### Capital
Club RTL pertenece a la sociedad luxemburguesa RTL Belux S.A. & cie SECS, perteneciente a su vez en un 65,6 % a RTL Group mediante su filial CLT-UFA S.A. y en un 33,8 % al grupo editorial belga Audiopresse S.A.
RTL Belux S.A. & cie SECS tiene un contrato de subcontratación con la sociedad belga RTL Belgium S.A. que fabrica y produce los programas de RTL-TVI, de Club RTL (películas antiguas, deportes y emisiones infantiles) y Plug RTL (telerrealidad, series para adolescentes).

## Audiencias
Fuente : Centre d'Information sur les Médias.
| 2011  | 2012  | 2013  |
| ----- | ----- | ----- |
| 4,1 % | 4,3 % | 4,1 % |

Con una audiencia media de 4,1 % de cuota de pantalla en 2013, Club RTL es la quinta cadena belga francófona con más espectadores después de RTL-TVI, La Une, AB3 y La Deux.